# Liste der Naturdenkmale in Polch
Die Liste der Naturdenkmale in Polch nennt die im Gemeindegebiet von Polch ausgewiesenen Naturdenkmale (Stand 2. Mai 2024).

## Naturdenkmale
| Nr.         | Bezeichnung           | Lage                                 | Beschreibung              | Bild                                    |
| ----------- | --------------------- | ------------------------------------ | ------------------------- | --------------------------------------- |
| ND-7137-392 | Eichen am Wallgraben  | Am Wallgraben, gegenüber Nr. 12 Lage | Quercus robur, zwei Bäume | Direkt Bild zu diesem Denkmal hochladen |
| ND-7137-393 | Platane am Weiherborn | Weiherbornstraße, bei Nr. 11 Lage    | Platanus ×hispanica       | Direkt Bild zu diesem Denkmal hochladen |